# Revue Biblique
Die Revue Biblique ist eine akademische Zeitschrift, die von der École biblique et archéologique française de Jérusalem publiziert wird.
Die École biblique wurde 1890 von französischen Dominikanern in Jerusalem gegründet, die Zeitschrift wurde erstmals 1892 ebenfalls in Jerusalem verlegt. Ihre ersten Herausgeber waren Pierre Batiffol und Marie-Joseph Lagrange.
Die Revue Biblique befasst sich mit Forschungen zur Bibel, aber auch verwandten Wissenschaften, wie z. B. Geschichte und Sprachen des antiken Nahen Ostens im Allgemeinen, apokrypher Literatur, rabbinischer Literatur und Patristik. Ein Spezialbereich ist die Archäologie in Palästina und den benachbarten Ländern. Besonders wird über die von der École Biblique (und anderen Institutionen) durchgeführten Ausgrabungen unterrichtet.